# 가가 시게루

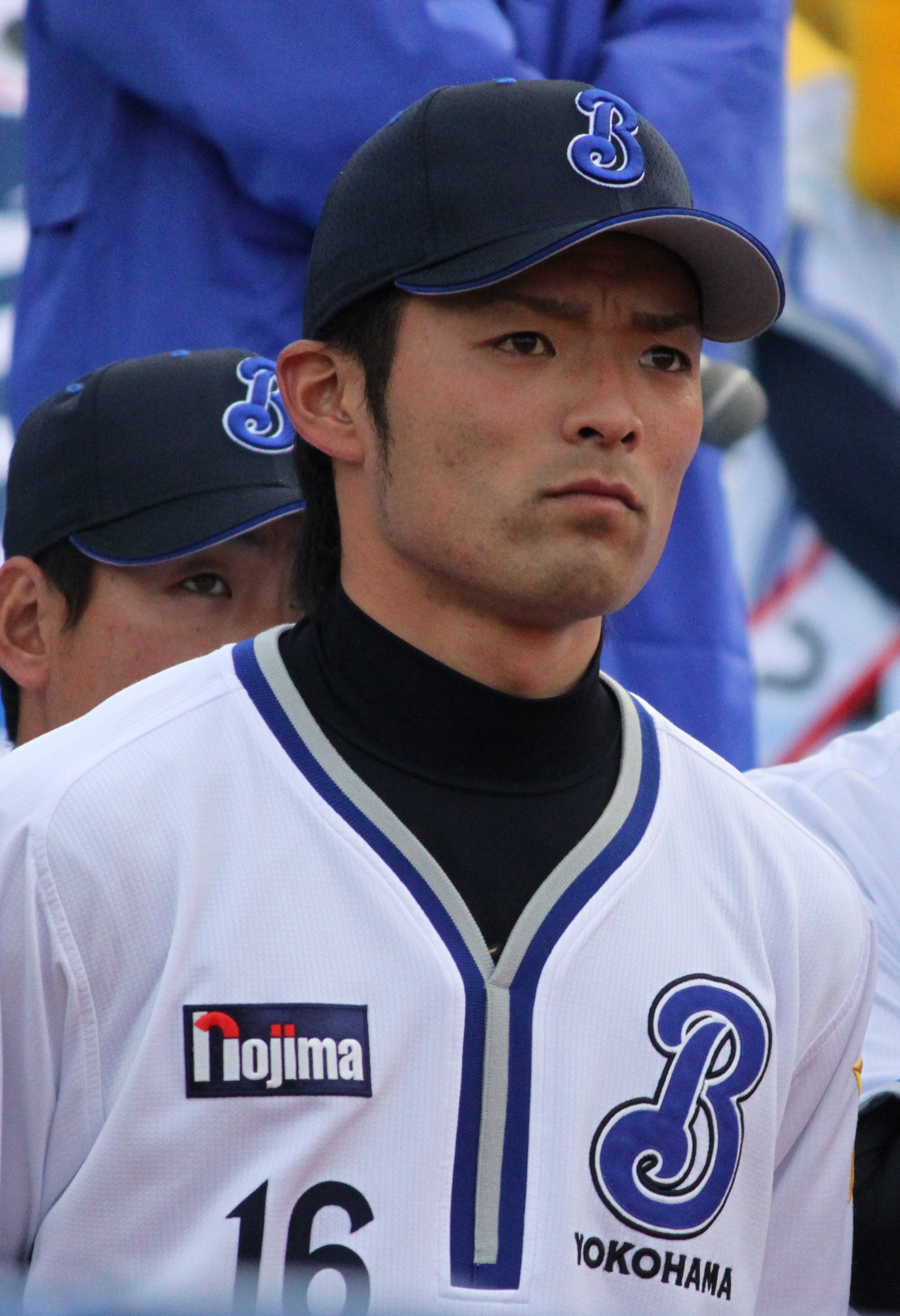
요코하마 시절(2010년)

가가 시게루(일본어: 加賀 繁, 1985년 4월 13일 ~ )는 일본의 전 프로 야구 선수이다. 사이타마현 니자시 출신이며 현역 시절 포지션은 투수였다.

## 인물

### 프로 입단 전
사이타마헤이세이 고등학교 시절에는 3루수로 활약했지만 고시엔 대회 출전 경험은 없었다. 간코신 학생 야구 연맹에 소속된 조부 대학에 입학한 이후 투수로 전향, 이시카와 슌스케와 함께 활약했고 대학 4학년 때인 추계 리그에서 MVP를 차지했다.
대학 졸업 후 스미토모 금속공업에 입사하면서 사회인 야구팀에 소속되었고 1년째인 춘계 JABA 시코쿠 대회에서 팀의 우승에 기여한 공로로 MVP에 선정되었다. 제79회 도시 대항 야구 대회에서는 히타치 제작소의 보강 선수로서 첫 출전하는 등 구원으로 등판했고 제35회 사회인 야구 일본 선수권 대회에서는 선발로 등판했지만 3이닝을 피안타 5개와 4실점을 기록했다. 이듬해 제80회 도시 대항 야구 대회에서 후지 중공업의 보강 선수로서 2년 연속 출전하였지만 등판 기회는 없었다.
2009년 10월 29일, 프로 야구 드래프트 회의에서는 요코하마 베이스타스로부터 2순위 지명을 받아 입단했고 11월 16일에는 계약금 8,000만 엔과 연봉 1,200만 엔(금액은 추정)으로 계약을 맺었다.

### 프로 입단 후

#### 2010년
4월 25일 도쿄 야쿠르트 스왈로스전에 선발 등판하여 5이닝 1실점으로 데뷔 첫 승리를 거둬 경기 수훈 선수로 선정되었다. 그 후에도 선발 로테이션의 일원으로서 활약하는 등 끝까지 선발 로테이션을 지켰지만 팀 타선의 지원을 받지 못한 채 평균자책점이 3점대에 머물 정도로 3승 12패라는 최악의 성적을 기록했다. 그 해 대만에서 개최된 제17회 IBAF 인터컨티넨탈컵의 일본 대표팀 선수로 발탁되었다.

#### 2011년
우시다 시게키가 시즌 개막을 앞두고 전력에서 이탈한 것에 의해 중간 계투로 전향했다. 그 후 우시다가 복귀한 이후에 다시 선발로 돌아왔지만 6월 25일 오른쪽 어깨 통증으로 인해 1군 등록이 말소되면서 9월에는 다시 복귀했고 전년도를 웃도는 시즌 4승을 기록했다.

## 플레이 스타일
사이드암으로부터 던지는 평균 구속은 138 km/h이며, 최고 속도 146 km/h의 스트레이트와 슬라이더, 싱커, 포크볼이 주특기이다.

## 상세 정보

### 출신 학교
- 사이타마헤이세이 고등학교
- 조부 대학

### 선수 경력
사회인 시대
- 스미토모 금속 가시마

프로팀 경력
- 요코하마 베이스타스·요코하마 DeNA 베이스타스(2010년 ~ 2018년)

### 개인 기록

#### 투수 기록
- 첫 등판 : 2010년 3월 26일, 대 한신 타이거스 1차전(교세라 돔 오사카), 5회말에 2번째 투수로서 구원 등판, 1과 1/3이닝 무실점[2]
- 첫 탈삼진 : 상동, 5회말에 도리타니 다카시로부터 루킹 삼진[2]
- 첫 선발 : 2010년 4월 4일, 대 도쿄 야쿠르트 스왈로스 3차전(메이지 진구 야구장), 4와 2/3이닝 1실점[3]
- 첫 승리 : 2010년 4월 25일, 대 도쿄 야쿠르트 스왈로스 6차전(요코하마 스타디움), 5이닝 1실점[4]
- 첫 홀드 : 2010년 7월 9일, 대 한신 타이거스 8차전(한신 고시엔 구장), 4회말에 2번째 투수로서 구원 등판, 4이닝 무실점[5]
- 첫 세이브 : 2014년 7월 25일, 대 도쿄 야쿠르트 스왈로스 12차전(메이지 진구 야구장), 9회말 2사에 5번째 투수로서 구원 등판·마무리, 1/3이닝 무실점

#### 타격 기록
- 첫 타석 : 2010년 3월 31일, 대 요미우리 자이언츠 2차전(요코하마 스타디움), 3회말에 니시무라 겐타로로부터 유격 땅볼
- 첫 안타 : 2010년 4월 10일, 대 히로시마 도요 카프 2차전(요코하마 스타디움), 4회말에 고마쓰 다케시로부터 좌전 안타[6]

### 등번호
- 16(2010년 ~ 2018년)

### 연도별 투수 성적
| 연 도      | 소 속         | 등 판 | 선 발 | 완 투 | 완 봉 | 무 4 구 | 승 리 | 패 전 | 세 이 브 | 홀 드 | 승 률 | 타 자 | 이 닝 | 피 안 타 | 피 홈 런 | 볼 넷 | 고 4 | 몸 맞 | 탈 삼 진 | 폭 투 | 보 크 | 실 점 | 자 책 점 | 평 자 책 | W H I P |
| ---------- | ------------- | ----- | ----- | ----- | ----- | ------- | ----- | ----- | -------- | ----- | ----- | ----- | ----- | -------- | -------- | ----- | ---- | ----- | -------- | ----- | ----- | ----- | -------- | -------- | ------- |
| 2010년     | 요코하마 DeNA | 27    | 24    | 0     | 0     | 0       | 3     | 12    | 0        | 1     | .200  | 620   | 145.0 | 165      | 15       | 28    | 3    | 7     | 83       | 1     | 1     | 67    | 59       | 3.66     | 1.33    |
| 2011년     | 요코하마 DeNA | 29    | 9     | 0     | 0     | 0       | 4     | 3     | 0        | 3     | .571  | 291   | 70.2  | 72       | 8        | 11    | 2    | 2     | 51       | 0     | 0     | 28    | 28       | 3.57     | 1.17    |
| 2012년     | 요코하마 DeNA | 61    | 0     | 0     | 0     | 0       | 0     | 2     | 0        | 26    | .000  | 175   | 44.0  | 34       | 4        | 11    | 2    | 2     | 45       | 0     | 0     | 14    | 14       | 2.86     | 1.02    |
| 2013년     | 요코하마 DeNA | 48    | 0     | 0     | 0     | 0       | 1     | 4     | 0        | 9     | .200  | 153   | 34.0  | 40       | 4        | 10    | 5    | 4     | 33       | 0     | 0     | 16    | 15       | 3.97     | 1.47    |
| 2014년     | 요코하마 DeNA | 37    | 3     | 0     | 0     | 0       | 2     | 1     | 1        | 13    | .667  | 160   | 38.1  | 37       | 6        | 8     | 1    | 3     | 26       | 0     | 0     | 21    | 21       | 4.93     | 1.17    |
| 2015년     | 요코하마 DeNA | 9     | 0     | 0     | 0     | 0       | 0     | 0     | 0        | 3     | ----  | 37    | 8.0   | 11       | 2        | 3     | 0    | 0     | 6        | 0     | 0     | 7     | 7        | 7.88     | 1.75    |
| 2016년     | 요코하마 DeNA | 26    | 0     | 0     | 0     | 0       | 0     | 0     | 0        | 6     | ----  | 75    | 16.2  | 19       | 2        | 6     | 0    | 1     | 17       | 0     | 0     | 10    | 10       | 5.40     | 1.50    |
| 2017년     | 요코하마 DeNA | 33    | 0     | 0     | 0     | 0       | 2     | 0     | 0        | 10    | 1.000 | 115   | 26.1  | 29       | 4        | 7     | 2    | 0     | 20       | 0     | 0     | 15    | 13       | 4.44     | 1.37    |
| 2018년     | 요코하마 DeNA | 9     | 0     | 0     | 0     | 0       | 0     | 0     | 0        | 1     | ----  | 43    | 10.0  | 14       | 2        | 0     | 0    | 0     | 9        | 0     | 0     | 9     | 9        | 8.10     | 1.40    |
| 통산 : 9년 | 통산 : 9년    | 279   | 36    | 0     | 0     | 0       | 12    | 22    | 1        | 72    | .353  | 1669  | 393.0 | 421      | 47       | 84    | 15   | 19    | 290      | 1     | 1     | 187   | 176      | 4.03     | 1.28    |

- 굵은 글씨는 시즌 최고 성적.
- 요코하마(요코하마 베이스타스)는 2012년에 DeNA(요코하마 DeNA 베이스타스)로 구단명을 변경.